# Helmut Fürther
Helmut „Fitus“ Fürther (* 15. Mai 1941 in Fürth) ist ein ehemaliger deutscher Fußballspieler. Der Angreifer erzielte von 1963 bis 1973 in der damals zweitklassigen Fußball-Regionalliga Süd für die Stuttgarter Kickers in 312 Ligaeinsätzen 113 Tore und ist damit der Regionalliga-Rekordspieler wie auch der Rekordtorschütze der Kickers.

## Karriere

### Fürth, bis 1963
Von 1951 bis 1959 spielte Helmut Fürther in der Jugend der SpVgg Fürth, wo er über die Amateurmannschaft (1959/60) zur Saison 1960/61 den Sprung in die Vertragsspielermannschaft schaffte. Mit 19 Jahren debütierte das Offensivtalent in der damals erstklassigen Oberliga Süd. Am 16. Oktober 1960 lief er als Mittelstürmer im damaligen WM-System bei einem 2:0-Auswärtserfolg bei Jahn Regensburg auf. Die „Kleeblattelf“ war im Angriff mit Karl „Ossi“ Schmidt, Alfred Stumptner, Fürther, Werner Schneider und Wolfgang Brzuske angetreten. Es blieb aber in seiner ersten Oberligasaison bei diesem Einsatz. Im zweiten Jahr, 1961/62, erzielte er in 19 Einsätzen acht Tore und führte damit die interne Torschützenliste der Spielvereinigung an. Im letzten Jahr der erstklassigen Oberliga Süd, 1962/63, trat Fürther in 17 Ligaeinsätzen viermal als Torschütze in Erscheinung. Fürth belegte unter Trainer Jenő Vincze den 9. Rang. Mit dem Spiel am 28. April 1963 beim FC Bayern München (0:1) endete die Ära der alten Oberliga. Fürther war bei der Niederlage auf Rechtsaußen aktiv gewesen.

### Stuttgarter Kickers, 1963 bis 1973
1963 zur Einführung der Regionalliga Süd wechselt er zu den Stuttgarter Kickers. Dort zählt er bis heute mit 312 und 113 Toren zu den erfolgreichsten Spielern und Torschützen der Vereinsgeschichte. Im ersten Kickers-Jahr, 1963/64, kam der Neuzugang aus Fürth in 26 Ligaeinsätzen auf acht Tore; die Kickers taten sich in der neuen Klasse schwer und belegten mit dem negativen Punktekonto von 33:43 den 14. Rang. Im zweiten Regionalligajahr, 1964/65, verbesserte sich die „Blauen“ auf 40:32 Punkte und nahmen damit den 7. Rang im Endklassement ein. Fürther zeigte wozu er fähig war, in 35 Einsätzen erzielte er 22 Tore für das Team von Trainer Hans Eberle. Als die Kickers in den Jahren 1967 bis 1969 unter Trainer Georg Wurzer jeweils den vierten Rang belegten, war Fürther mit insgesamt 39 Treffern daran beteiligt. Mit 30 Einsätzen und acht Toren verabschiedete sich der erfolgreiche Stürmer nach der zehnten Regionalligasaison 1972/73 von den Stuttgarter Kickers. Insgesamt hatte er in 312 Ligaspielen 113 Tore erzielt.
Nach seiner Zeit bei den Kickers spielte Fürther noch im Amateurbereich für den SV Germania Bietigheim und die SpVgg Stuttgart-Ost.

## Sonstiges
Beruflich war Helmut Fürther als Geschäftsmann in Druck- und Werbebranche tätig und seit dem 25. November 2013 ist er Mitglied im Ehrenrat der Stuttgarter Kickers.